# Tarvasjoki
Tarvasjoki [ˈtɑrvɑsjɔki] ist ein Ort und eine ehemalige Gemeinde in Südwestfinnland in der Landschaft Varsinais-Suomi jeweils rund 30 Kilometer von den Städten Turku und Salo entfernt. Die einsprachig finnischsprachige Gemeinde Tarvasjoki wurde am 1. Januar 2015 nach Lieto eingegliedert. Sie hatte am 30. September 2014 auf einer Fläche von 102,42 km² (hiervon 0,45 km² Binnengewässer) 1975 Einwohner.

Wappen von Tarvasjoki

Die erste urkundliche Erwähnung von Tarvasjoki stammt aus dem Jahr 1316. Im Mittelalter lag Tarvasjoki am „Ochsenweg“, dem historischen Handelsweg zwischen Turku und Häme. Heute verläuft die Staatsstraße 10 nach Hämeenlinna durch die ehemalige Gemeinde, der Ochsenweg ist als touristische Route ausgebaut.
Am Zusammenfluss des namensgebenden Flusses Tarvasjoki mit dem Paimionjoki befindet sich das Kirchdorf von Tarvasjoki, das früher unter dem Namen Eura bekannt war. Hier steht die hölzerne Kreuzkirche aus dem Jahr 1779. Eine weitere Sehenswürdigkeit der Gemeinde ist der auf das Jahr 1530 zurückgehende Gutshof Juva. 1639–80 gehörte er dem Generalgouverneur Per Brahe, 1757 wurde dort Gustaf Mauritz Armfelt geboren. Heute dient der Gutshof als Museum.
Außer dem Gemeindezentrum gehörten zur Gemeinde Tarvasjoki die Dörfer Horrinen, Hungerla, Jauhola, Juva, Kallela, Karhula, Killala, Kirkonkylä, Kättylä, Liedonperä, Mäentaka, Satopää, Seppälä, Suitsula, Suurila, Takamaa, Tiensuu, Tuomarla, Tuorila, Tyllilä und Yrjöntylä.

## Persönlichkeiten
- Toivo Kivimäki (1886–1968), Politiker, Rechtswissenschaftler, Diplomat und Ministerpräsident